# Zuzana Mináčová
Zuzana Mináčová, rozená Silbersteinová, pak Severová, (26. září 1931 Bratislava) je slovenská fotografka.

## Životopis
Narodila se v rodině židovského lékaře v Bratislavě. Během války se rodina skrývala. Ve třinácti letech, v roce 1944, byla po udání se svou o tři roky starší sestrou odvlečena nejprve do sběrného tábora v Seredi a poté do koncentračního tábota v Osvětimi. Pak se se sestrou dostaly do pracovního tábora ve Vrchlabí, kde se v květnu 1945 dočkaly osvobození a mohly se vrátit do Bratislavy. Rodiče, kteří byli během války ukrytí jinde, také přežili a otec se po válce mohl vrátit k lékařské profesi.
Rozhodla se stát fotografkou a tři roky studovala na střední škole uměleckého průmyslu. Po obdržení výučního listu školu opustila a začala pracovat ve filmových ateliérech v Bratislavě. V roce 1951 se provdala za Jána Mináče, bratra spisovatele Vladimíra Mináče. V roce 1953 se jim narodil syn Ján, který se stal profesorem matematiky na univerzitě v Kanadě, a v roce 1961 syn Matej, který se stal filmovým režisérem.
V roce 1993 se Zuzana Mináčová odstěhovala ze Slovenska do Prahy, aby unikla nacionalistickým náladám, které jí připomínaly období Tisa.

## Dílo
Pravidelně fotografuje na karlovarském filmovém festivalu. Vytvořila celou řadu fotografických cyklů (Čas, Čekání, Herecké portréty, Hra, Návštěva, Souvislosti, Stromy, Zastavení na cestě). V roce 1996 vytvořila knihu portrétů Rekonstrukce rodinného alba jako vzpomínku na své příbuzné, z nichž většina zahynula za války v koncentračních táborech. Modelem byli příbuzní a přátelé, kteří podle jejích vzpomínek ztělesnili příbuzné, po nichž nezůstaly dochované žádné fotografie.

### Publikace
- MINÁČOVÁ, Zuzana. Rekonstrukce rodinného alba. [s.l.]: Chemapol Group, 1997. 84 s. Dostupné online. ISBN 80-238-1345-5.
- FORMÁČKOVÁ, Marie; MINÁČOVÁ, Zuzana. Život fotografky. [s.l.]: W.I.P., 2013. 254 s. ISBN 978-80-905490-0-5.